# Logistikzentrum der Bundeswehr
Koordinaten: 53° 30′ 19,5″ N, 8° 6′ 18,5″ O
Das Logistikzentrum der Bundeswehr (LogZBw) ist der zentrale logistische Dienstleister der Bundeswehr.

## Auftrag und Gliederung
Der Hauptsitz befindet sich in Wilhelmshaven und verteilt sich heute in Wilhelmshaven auf drei und bundesweit auf ca. 50 Liegenschaften. Das Logistikzentrum der Bundeswehr besteht aus den vier logistischen Fachabteilungen:
- Supply-Chain-Management,
- Disposition,
- Instandhaltung und Fertigung,
- Verkehr und Transport

Es erfüllt die logistischen Grundaufgaben der Materialbewirtschaftung, der Materialerhaltung und des Transportes.
Die Grundidee war es, logistische Dienstleistungen aus „einer Hand“ anzubieten. Hierzu wurden die logistischen Funktionen, welche in der Fläche Deutschlands auf viele Dienststellen verteilt waren, in einer einzigen Dienststelle zusammengeführt.
Das Logistikzentrum der Bundeswehr ist seit 1. Februar 2013 gemäß dem neuen Stationierungskonzept der Bundeswehr dem Logistikkommando der Bundeswehr in Erfurt unterstellt.

## Kommandeure
| Nr. | Dienstgrad        | Name                   | Beginn der Amtszeit | Ende der Amtszeit |
| --- | ----------------- | ---------------------- | ------------------- | ----------------- |
| 9   | Flottillenadmiral | Andreas Mügge          | 21. März 2024       | laufend           |
| 8   | Brigadegeneral    | Klaus-Dieter Cohrs     | 29. März 2022       | 21. März 2024     |
| 7   | Brigadegeneral    | Klaus Frauenhoff       | 21. Juni 2018       | 29. März 2022     |
| 6   | Brigadegeneral    | Gert Nultsch           | 27. März 2017       | 21. Juni 2018     |
| 5   | Brigadegeneral    | Michael Vetter         | 16. März 2012       | 27. März 2017     |
| 4   | Flottillenadmiral | Wolfgang Bremer        | 2008                | 16. März 2012     |
| 3   | Brigadegeneral    | Klaus Hollmann         | 2007                | 2008              |
| 2   | Brigadegeneral    | Hans Peter Ueberschaer | 2004                | 2007              |
| 1   | Oberst i. G.      | Helmut Duschner        | 2002                | 2004              |

## Dislozierte Teile des LogZBw
Das Logistikzentrum verfügt über diverse unterstellte Truppenteile:
- 6 Logistische Steuerstellen
  - Logistische Steuerstelle Burg
  - Logistische Steuerstelle Delmenhorst
  - Logistische Steuerstelle Dornstadt
  - Logistische Steuerstelle Kümmersbruck
  - Logistische Steuerstelle Sondershausen
  - Logistische Steuerstelle Unna
- 13 Materialprüftrupps (MatPrfTrp)
  - Materialprüftrupp Dresden
  - Materialprüftrupp Hammelburg
  - Materialprüftrupp Idar-Oberstein
  - Materialprüftrupp Kiel
  - Materialprüftrupp Koblenz
  - Materialprüftrupp Kümmersbruck
  - Materialprüftrupp München
  - Materialprüftrupp Munster
  - Materialprüftrupp Neubrandenburg
  - Materialprüftrupp Oldenburg
  - Materialprüftrupp Potsdam
  - Materialprüftrupp Stadtallendorf
  - Materialprüftrupp Stetten am kalten Markt
  - Materialprüftrupp Unna
- 4 Prüfgruppen Materialbewirtschaftung (PrfGrpMatBew).
  - Prüfgruppe Materialbewirtschaftung Nord (Hannover)
  - Prüfgruppe Materialbewirtschaftung West (Hilden)
  - Prüfgruppe Materialbewirtschaftung Ost (Beelitz)
  - Prüfgruppe Materialbewirtschaftung Süd (Ingolstadt)

## Besonderheiten
Eine Besonderheit der Logistischen Steuerstelle in Sondershausen stellt der Unterstützungsauftrag für die 10. Polnische Panzerkavalleriebrigade in Świętoszów und die 34. Polnische Panzerkavalleriebrigade in Żagań der 11. Lebuser Panzerdivision König Jan III Sobieski in Żagań dar, die teilweise mit deutschem Wehrmaterial ausgestattet sind.

## Geschichte
Der Logistische Umschlagpunkt Trabzon in der Türkei war dem Logistikzentrum vom 1. April 2013 bis 31. März 2015 unterstellt und dient der Rückführung des in Afghanistan genutzten Materials nach Deutschland.

## Ortsfeste logistische Einrichtungen
Das Organisationselement Bereich ortsfeste logistische Einrichtungen (olE) führte im Zeitraum vom 1. Juli 2012 bis 31. März 2021 die 57 ortsfesten logistischen Einrichtungen an 40 Standorten und mit gut 4500 Mitarbeitern in ganz Deutschland und im benachbarten Ausland. Seit 1. April 2021 übernimmt diese Aufgabe das Logistikzentrum direkt. Zeitgleich wurde mit dem Materiallager Königswinter und dem Munitionslager Lorup die Wiederinbetriebnahme von acht Lagereinrichtungen begonnen. Die weiteren Organisationselemente sind die Munitionslager Altheim (Walldürn) und Kriegsfeld sowie die Materiallager Hardheim, Huchenfeld (Pforzheim), Ladelund und Bargum. Dieser Prozess soll 2029 abgeschlossen sein.
Die ortsfesten logistischen Einrichtungen der Bundeswehr gliedern sich wie folgt:
- Bundeswehrdepot Nord (Wilhelmshaven)
  - Materiallager Wilhelmshaven
  - Materiallager Weener
  - Materiallager Rheine
  - Materiallager Ochtrup
- Bundeswehrdepot West (Mechernich)
  - Materiallager Mechernich
  - Materiallager Diepholz
  - Materiallager Straelen
  - Materiallager Königswinter-Eudenbach (Wiedereröffnung 1. April 2021)[14]
  - Sanitätsmateriallager Epe
- Bundeswehrdepot Ost (Utzedel)
  - Betriebsstofflager Utzedel
  - Materiallager Waren
  - Materiallager Zeithain
  - Sanitätsmateriallager Krugau
  - Ausbildungswerkstatt Torgelow
- Bundeswehrdepot Süd (Pfungstadt)
  - Materiallager Pfungstadt
  - Materiallager Neckarzimmern
  - Materiallager Karlsruhe
  - Feldpostleitstelle (Darmstadt)
  - Ausbildungswerkstatt Neckarzimmern
  - ABC Materialzentrum Kappel
- Munitionsversorgungszentrum Nord (Laboe)
  - Munitionslager Aurich
  - Munitionslager Boostedt
  - Munitionslager Laboe
  - Munitionslager Lorup (Wiedereröffnung 1. April 2021)[15]
  - Munitionslager Zetel
  - Munitionsinstandsetzungspunkt Den Helder/Niederlande
  - Munitionsinstandsetzungspunkt Wilhelmshaven
- Munitionsversorgungszentrum West (Wulfen)
  - Munitionslager Wulfen
  - Munitionslager Köppern
  - Munitionslager Rheinbach
- Munitionsversorgungszentrum Ost (Schneeberg)
  - Munitionslager Schneeberg
  - Munitionslager Seltz
  - Munitionslager Walsrode
  - Ausbildungswerkstatt Doberlug-Kirchhain
  - Stabsgruppe
- Munitionsversorgungszentrum Süd (Eft-Hellendorf)
  - Munitionslager Eft-Hellendorf
  - Munitionslager Setzingen
  - Munitionslager Wermutshausen
  - Ausbildungswerkstatt Sankt Wendel
- Elektronikzentrum der Bundeswehr (Bad Bergzabern)
- Kalibrierzentrum der Bundeswehr (Mechernich)
  - Regionallabor I Mechernich
  - Regionallabor II Schortens
  - Regionallabor III Kiel
  - Regionallabor IV Cottbus
  - Regionallabor V Kleinaitingen
- Mechatronikzentrum der Bundeswehr (Jülich)
- Materialwirtschaftszentrum Einsatz der Bundeswehr (Hesedorf)
  - Speziallager für Quartiermeistermaterial (Wester-Ohrstedt)
  - Ausbildungswerkstatt Hesedorf